# 1791

## أحداث
- تأسيس مدينة زيريانوفسك وتقع حاليا في كازاخستان.
- تأسيس مدينة جالابا وتقع حاليا في المكسيك.
- تأسيس مدينة بارباسينا وتقع حاليا في البرازيل.
- نهاية الحرب العثمانية النمساوية في 4 أغسطس 1791 والتي بدأت في 1788.
- نهاية الحروب العثمانية الهابسبورغية في 1791 والتي بدأت في 1526.

## مواليد
- أمالي شوبه
- تشارلز بابيج
- جون براون فرانسيس
- جيمس بيوكانان
- سامويل مورس
- فرانتس جريلبارتسر
- فرانشيسكو هايز
- مايكل فاراداي

1762

## وفيات
- فولفغانغ أماديوس موتسارت
- محمد بن عبد الوهاب
- فرانسيس ترامبل